# Vay-kastélyok (Golop)
Golopon két egymás mellett épült Vay-kastély található. 

## Története

### A „régi” kastély
A régi kastély védelmi céloknak is megfelelő három szintjét 1592 körül, a korábban erősen mocsaras patakvölgyben Golopi Gáspár építtette, mely reneszánsz stílusú, téglalap alaprajzú, átellenes sarkain bástyszerű tornyokkal,  árokkal és fallal körülvéve.
A mohácsi csatavesztést követően a környék többi udvarházához hasonlóan megerősítették. Az alsó szinti helyiségeket donga-, a középső szinten lévőket szépen formált fiókos dongaboltozatokkal fedték le. Itt nyílt az épület kapuja, melyhez külső feljárat vezetett. A szintek között belső lépcső is épült. A török időkben többször felégették, de minden alkalommal helyreállították. 1678-ban, a tulajdonos Ibrányi testvérek birtokmegosztásakor az egyik örökös férje, Vay Ábrahám, illetve a családja tulajdonába került és maradt 1945-ig.

### Az „új” kastély
A 19. század elején építették meg a régi épület közelében az új kastélyt. A család feje ekkor Vay Miklós (1756–1824) dandártábornok, Hollandiában tanult hadmérnök, az idősebb bárói ág megalapítója volt. Feltehetően ennek köszönhető a környéken azonos időszakban épült kastélyoktól való különbözősége. Az udvar felé egy-, a kert felé kétszintes épület három, pavilonszerű rizalitból, valamint az azokat összekötő, keskenyebb épületrészekből áll. Külsején egyszerű, a klasszicista kastélyokra jellemző, minimális épületdíszeket alkalmaztak. Az épületeket kerítő parknak és gazdasági épületeknek már alig van nyoma.

## Képgaléria a "régi" kastélyról

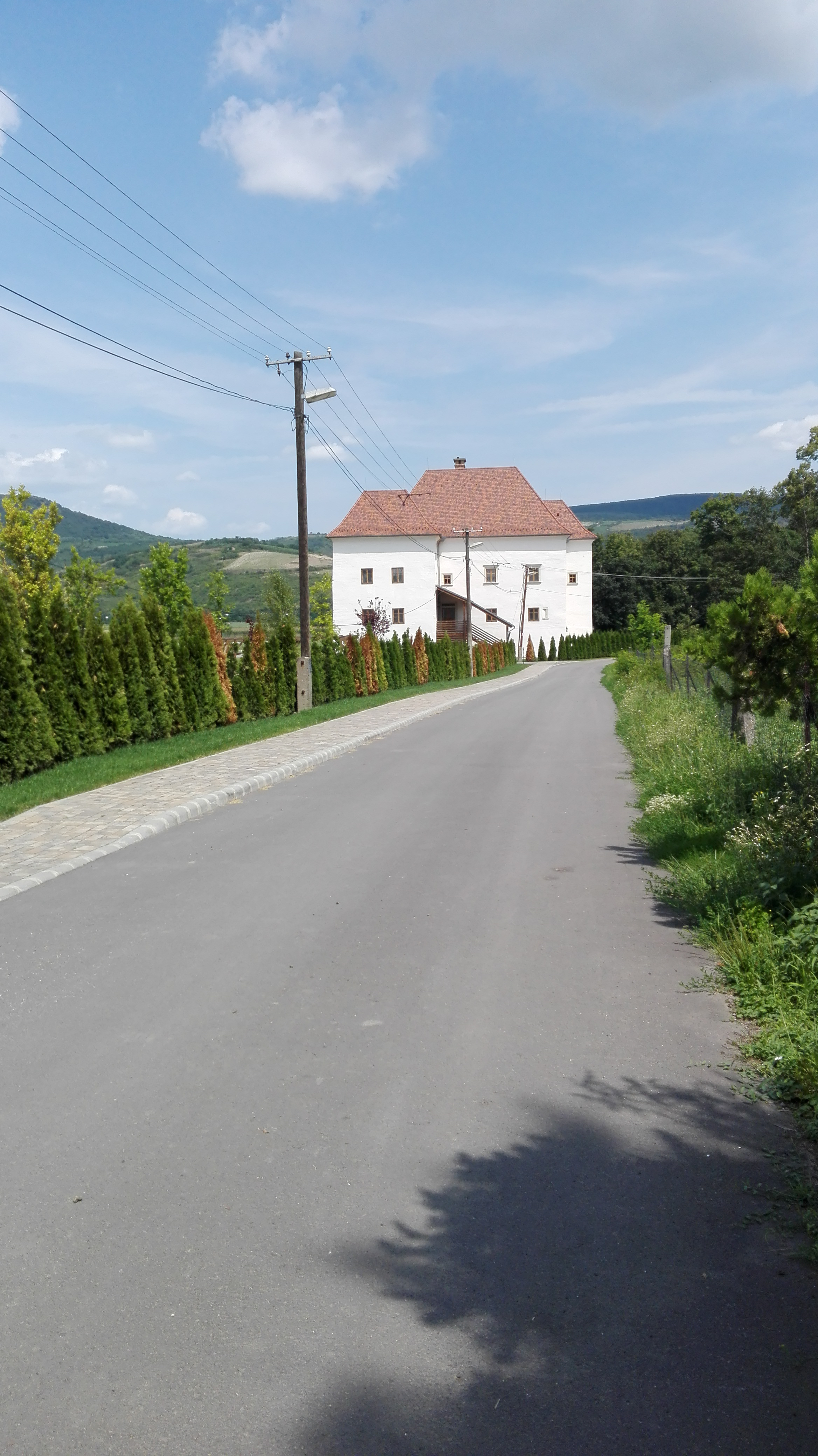
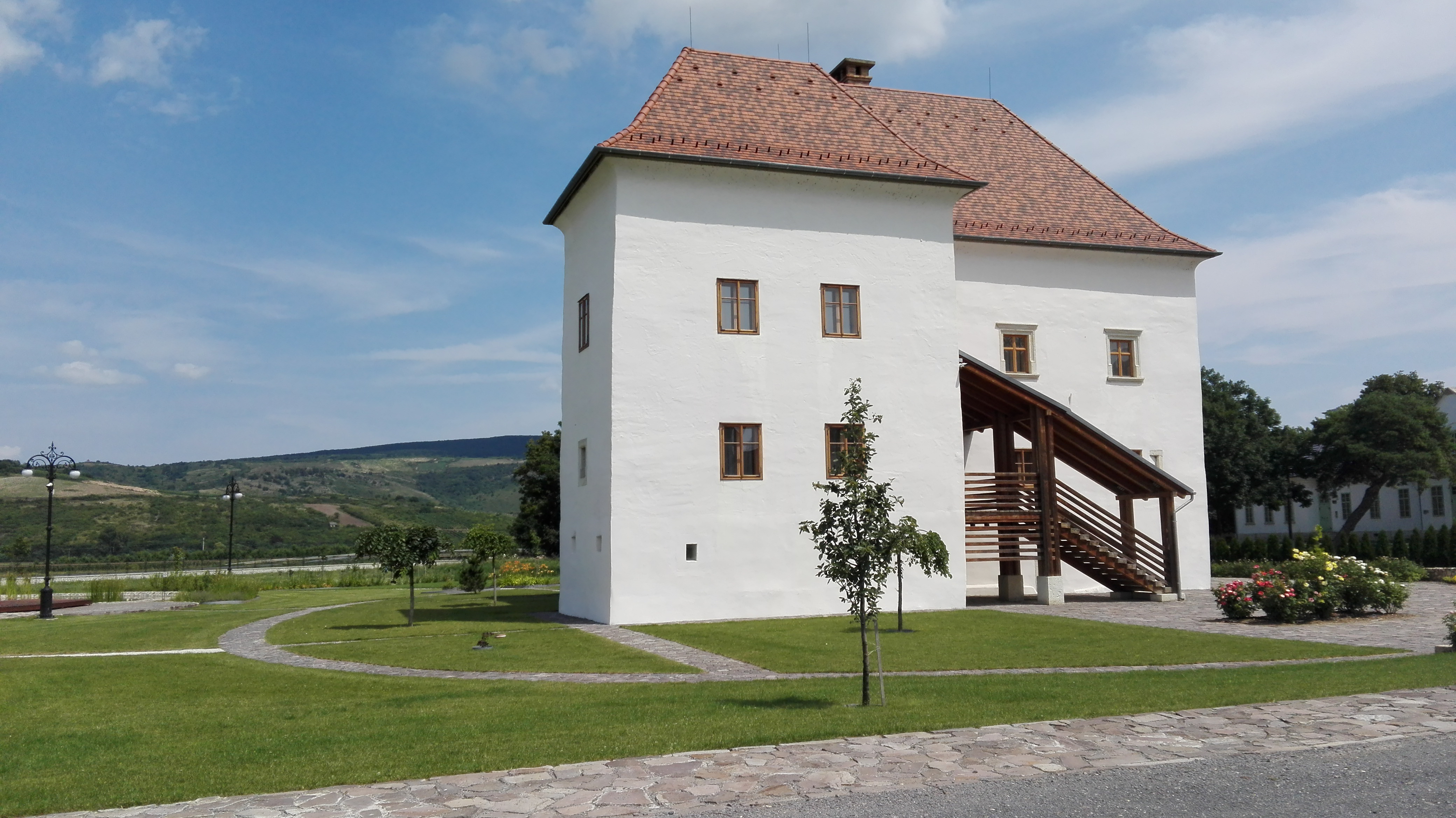
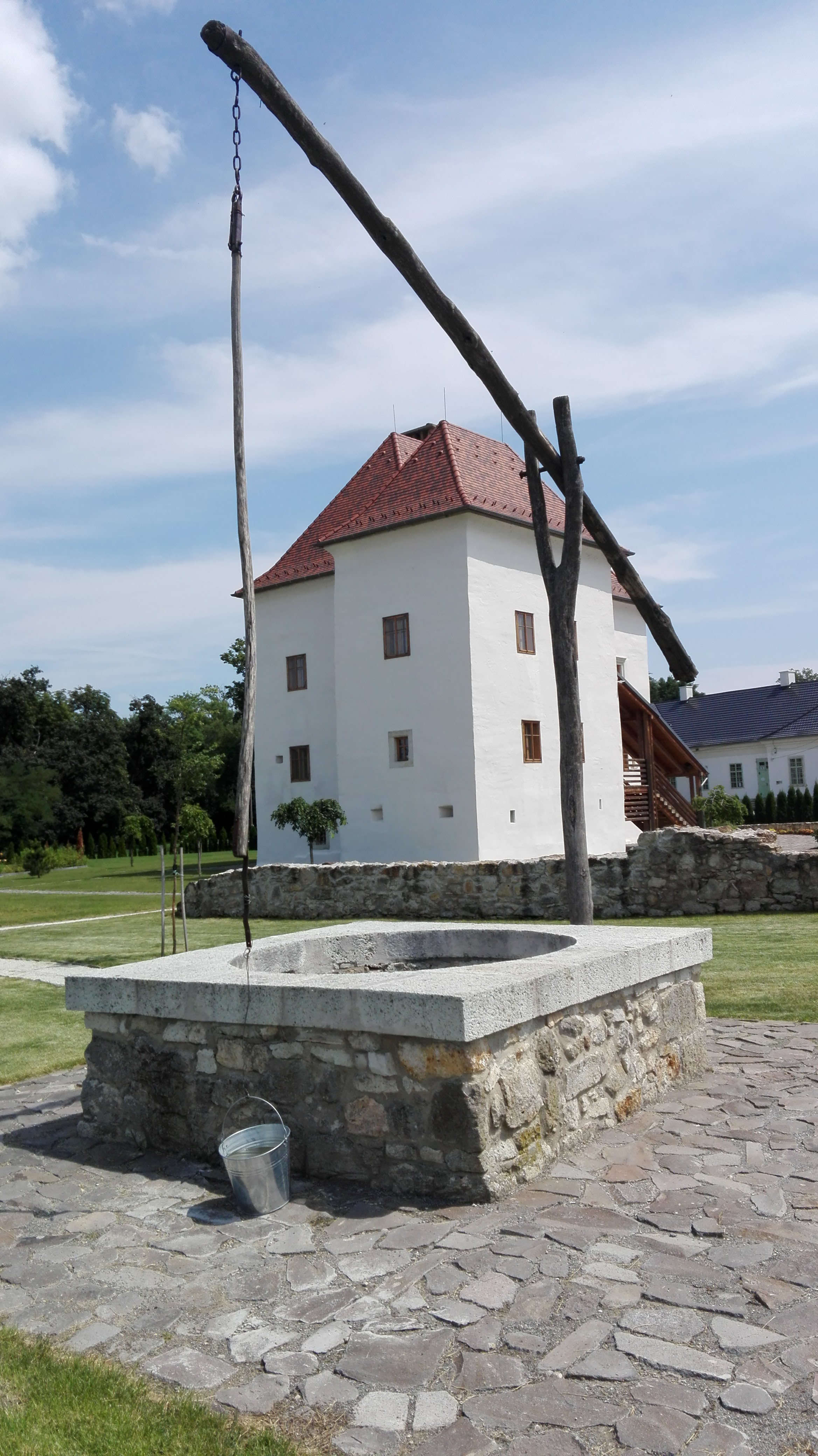
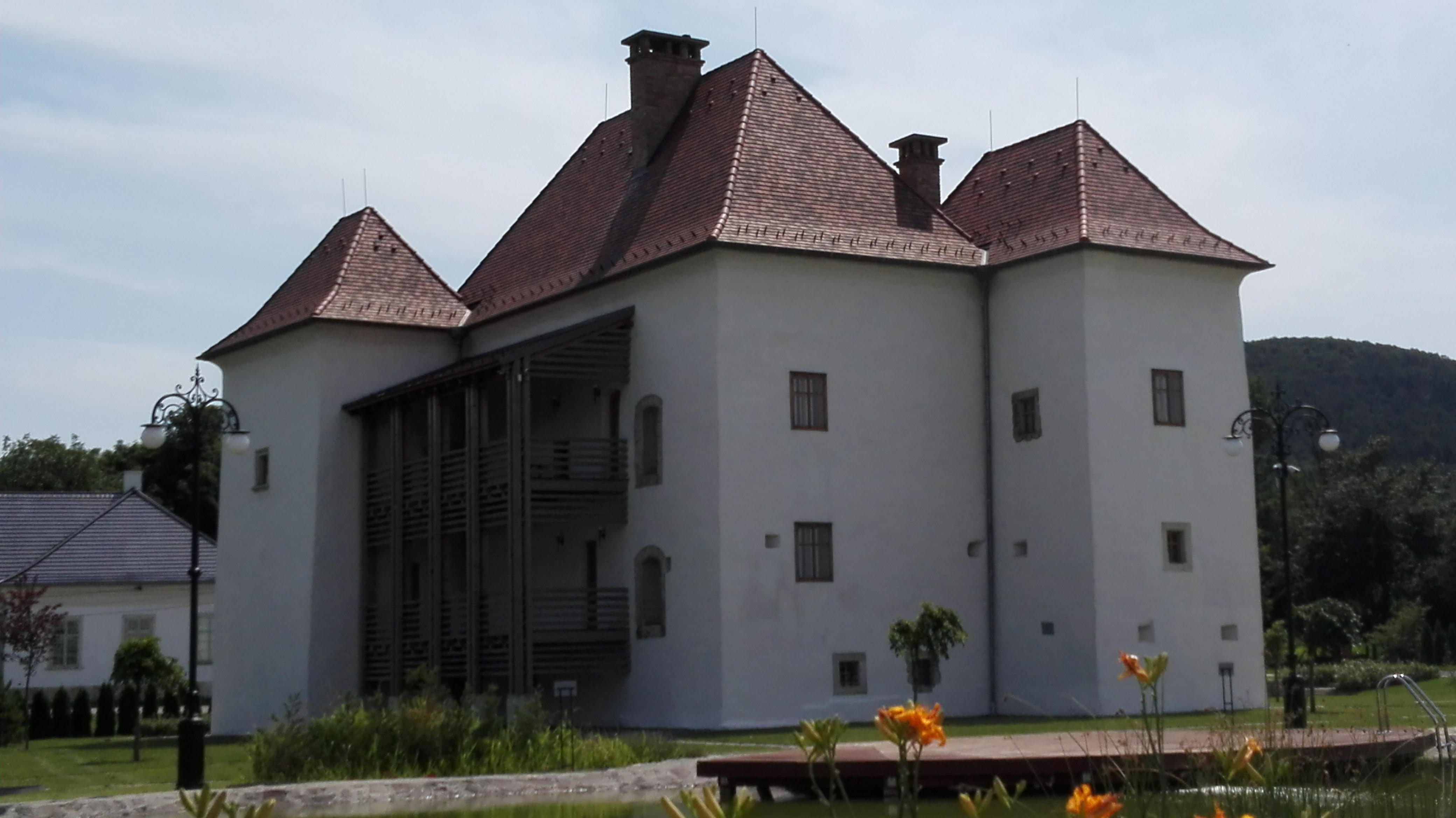
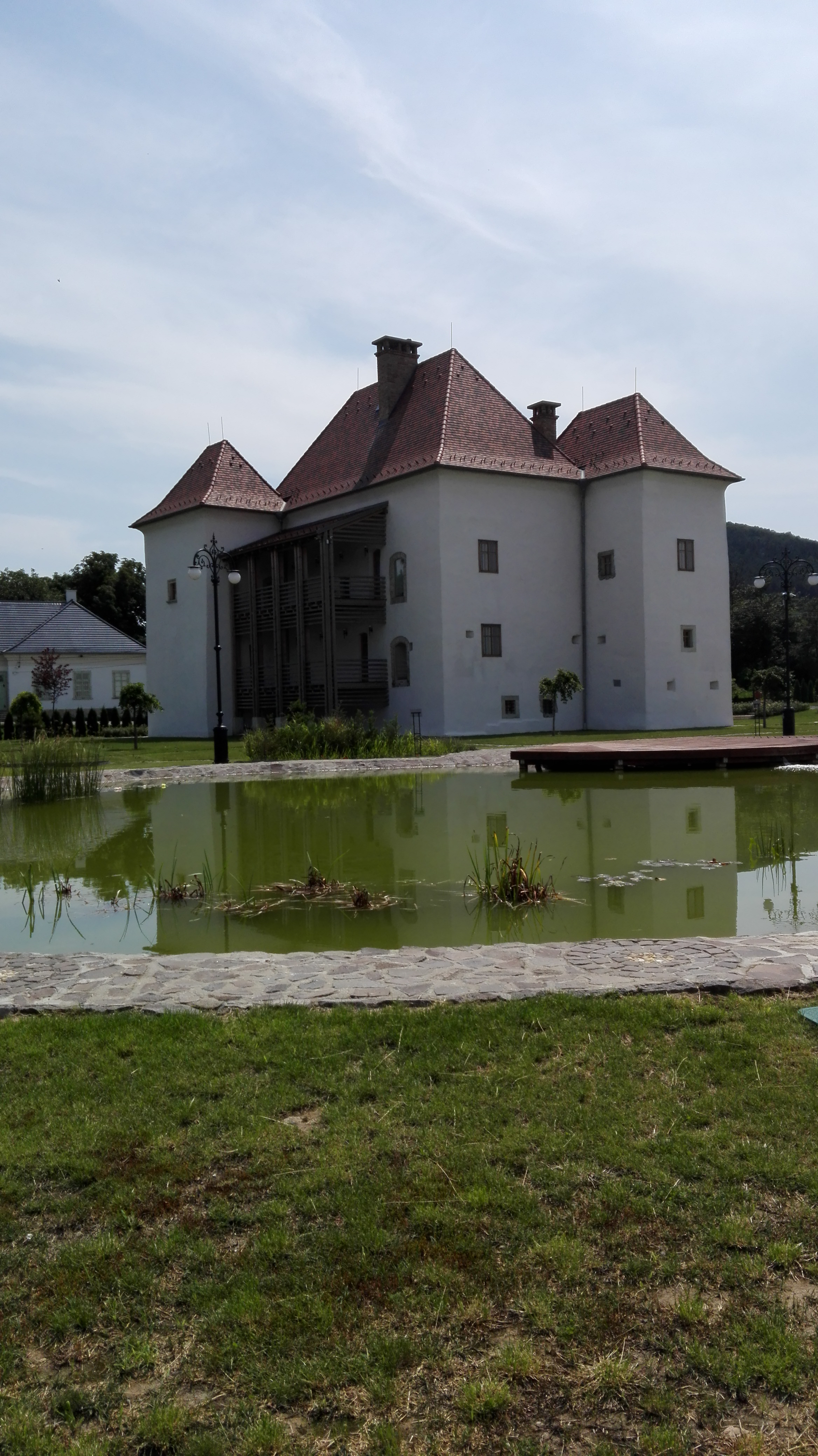
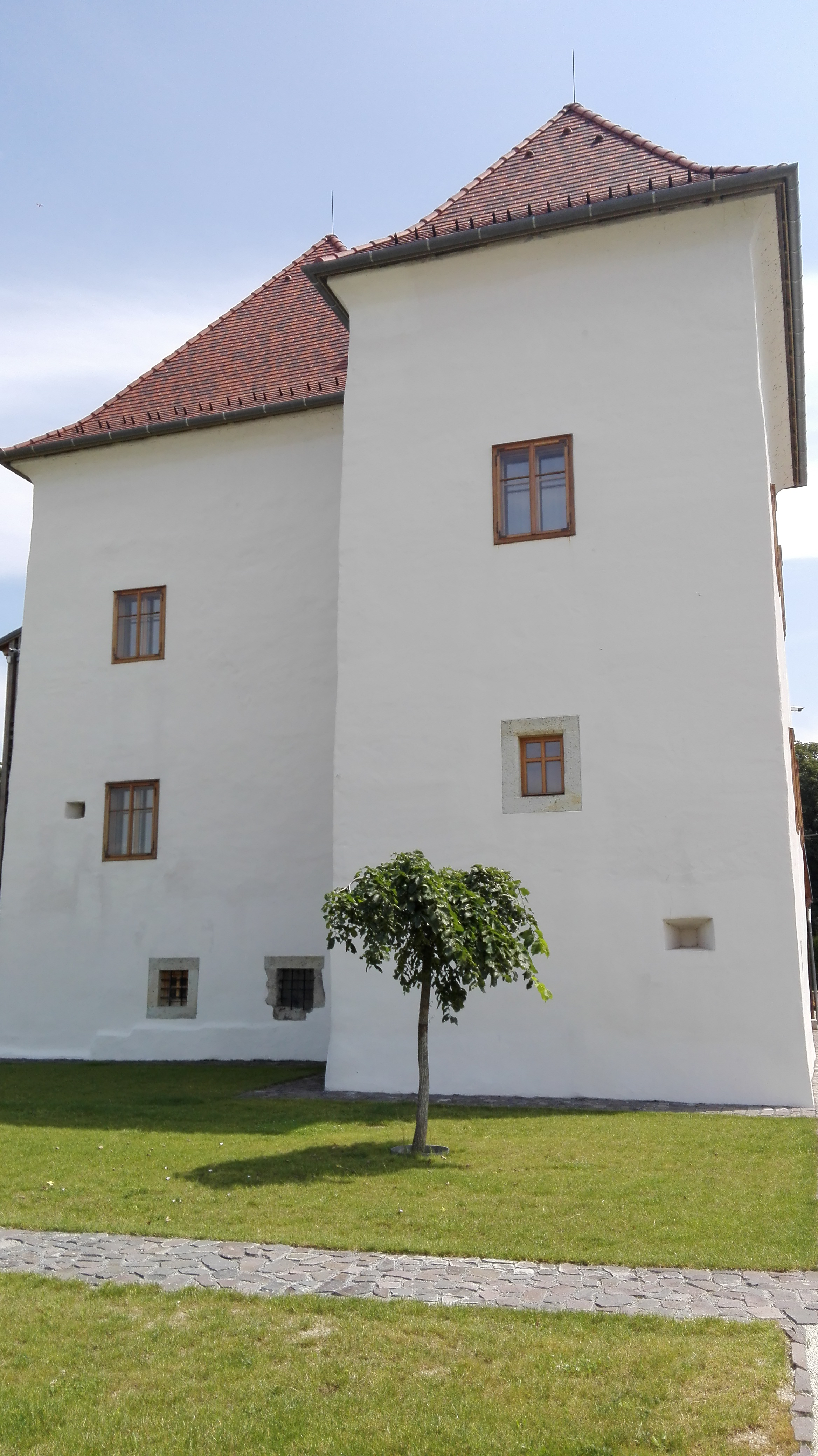
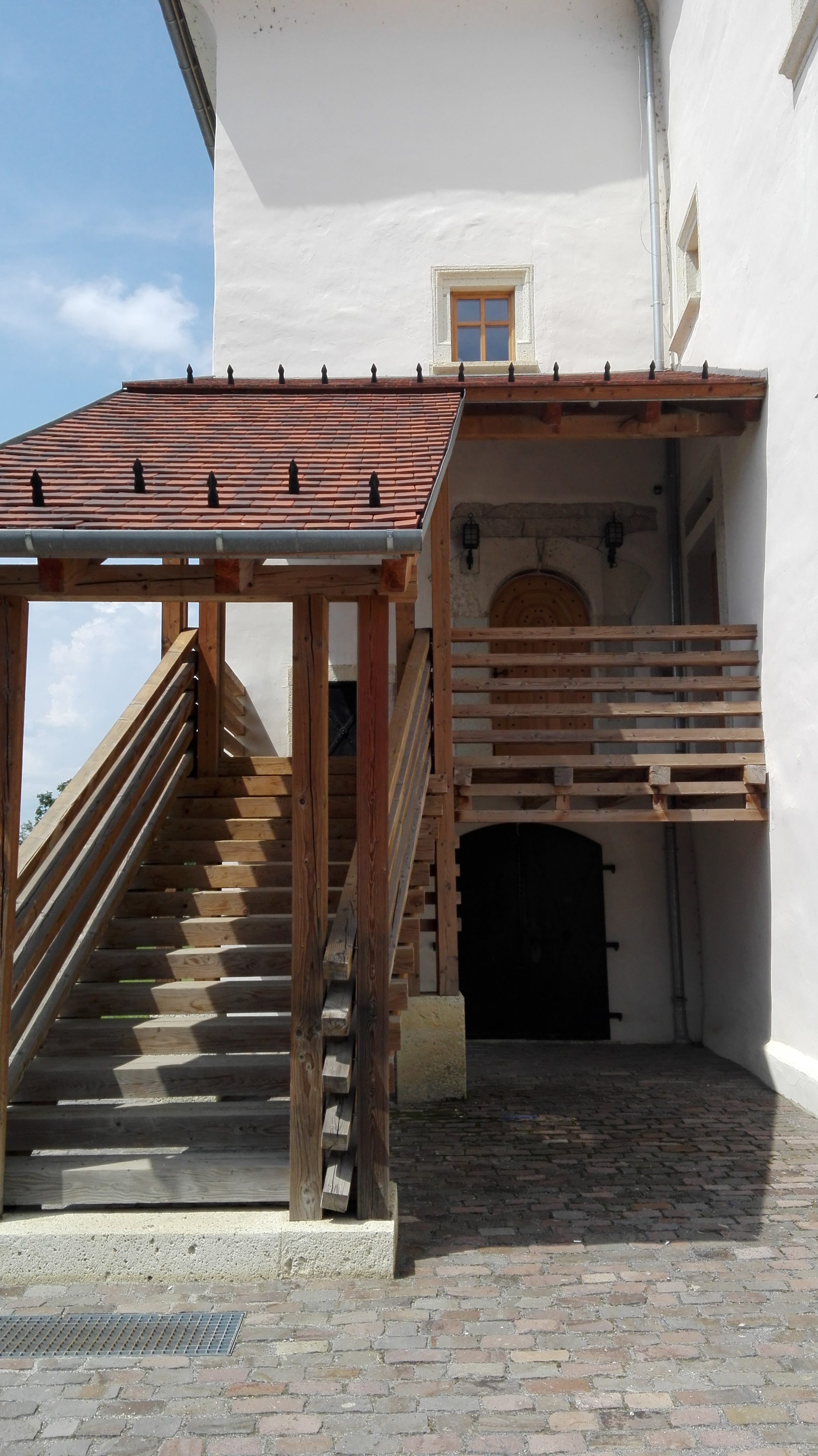
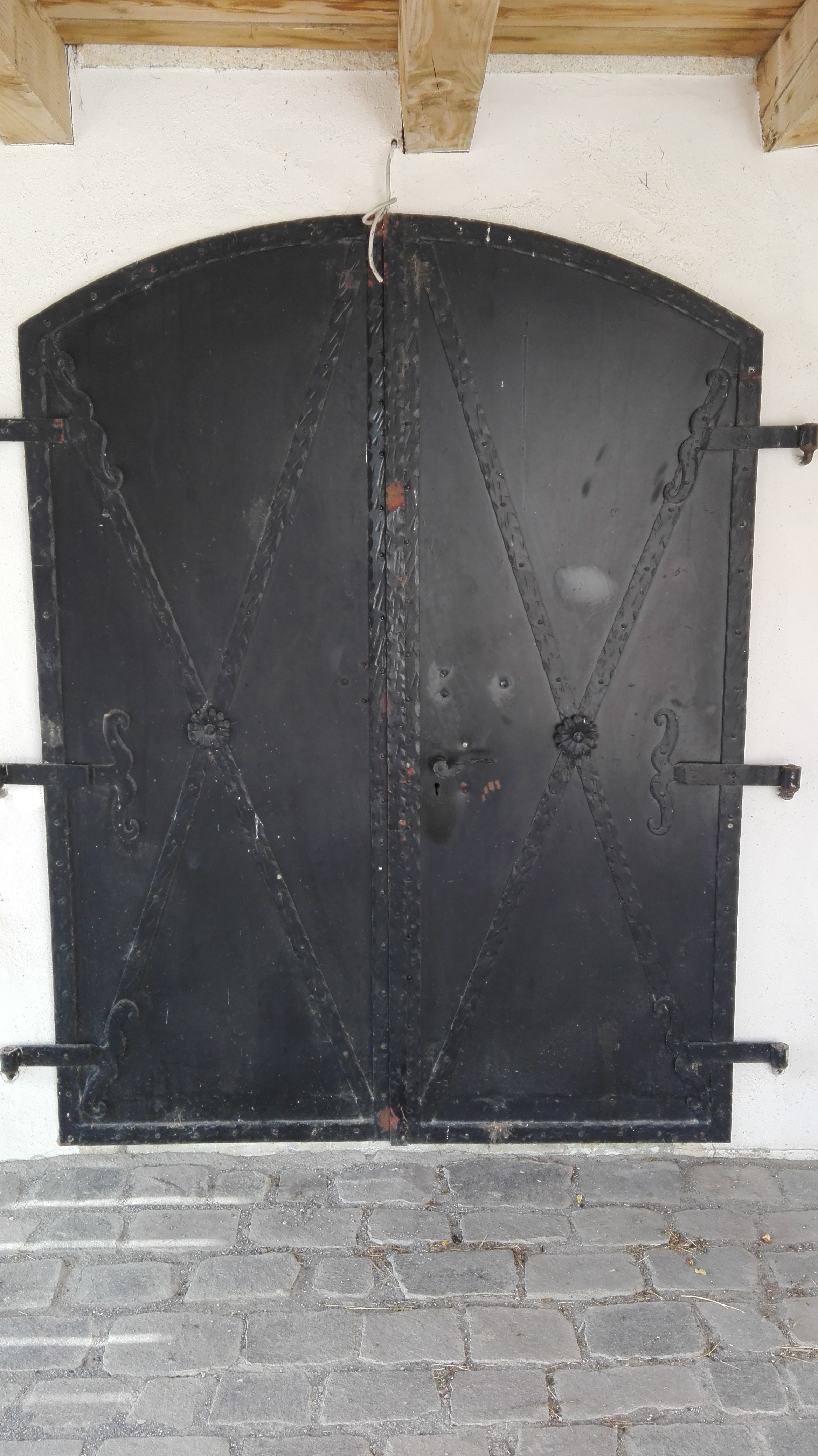
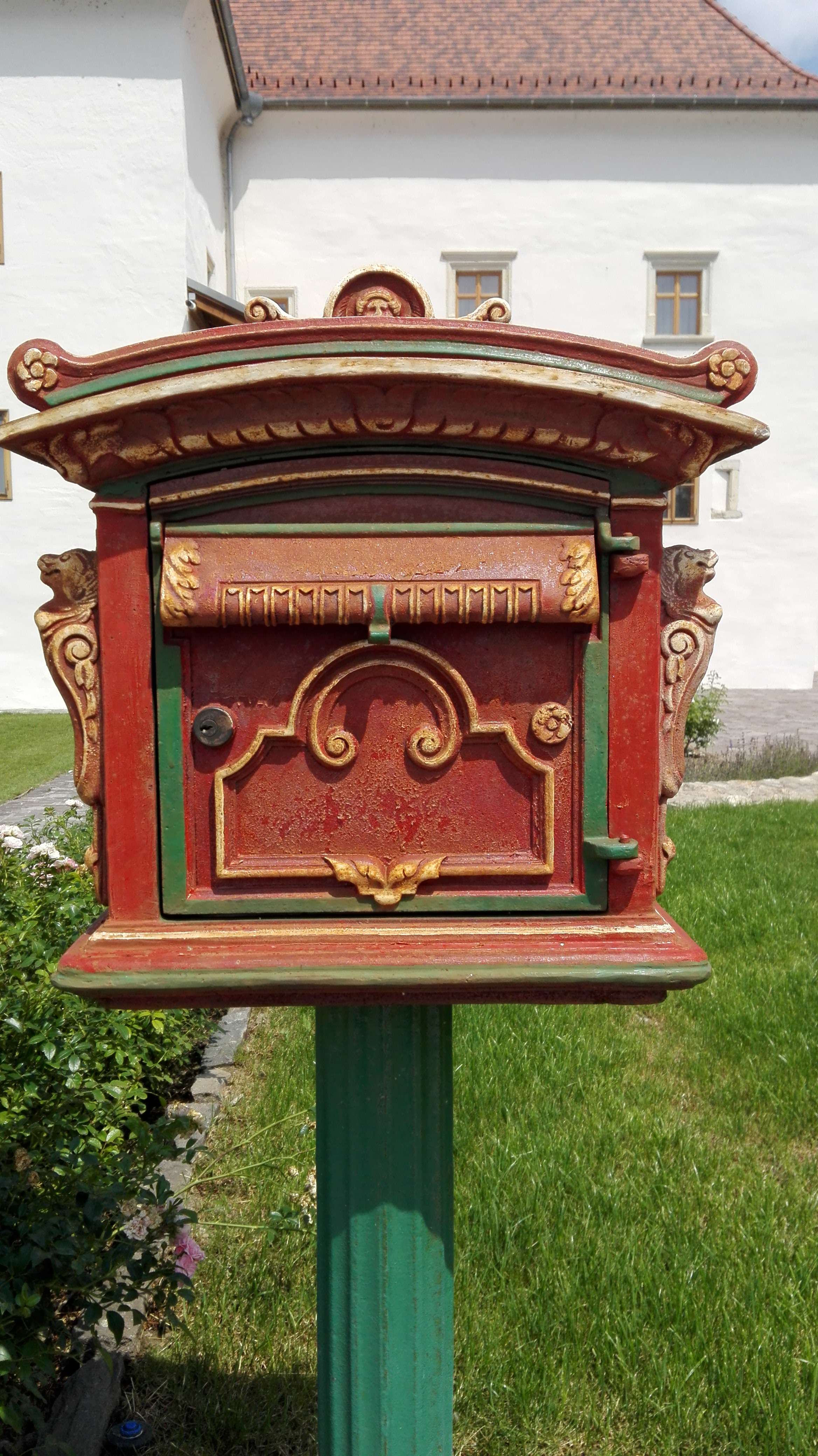

## Képgaléria az "új" kastélyról

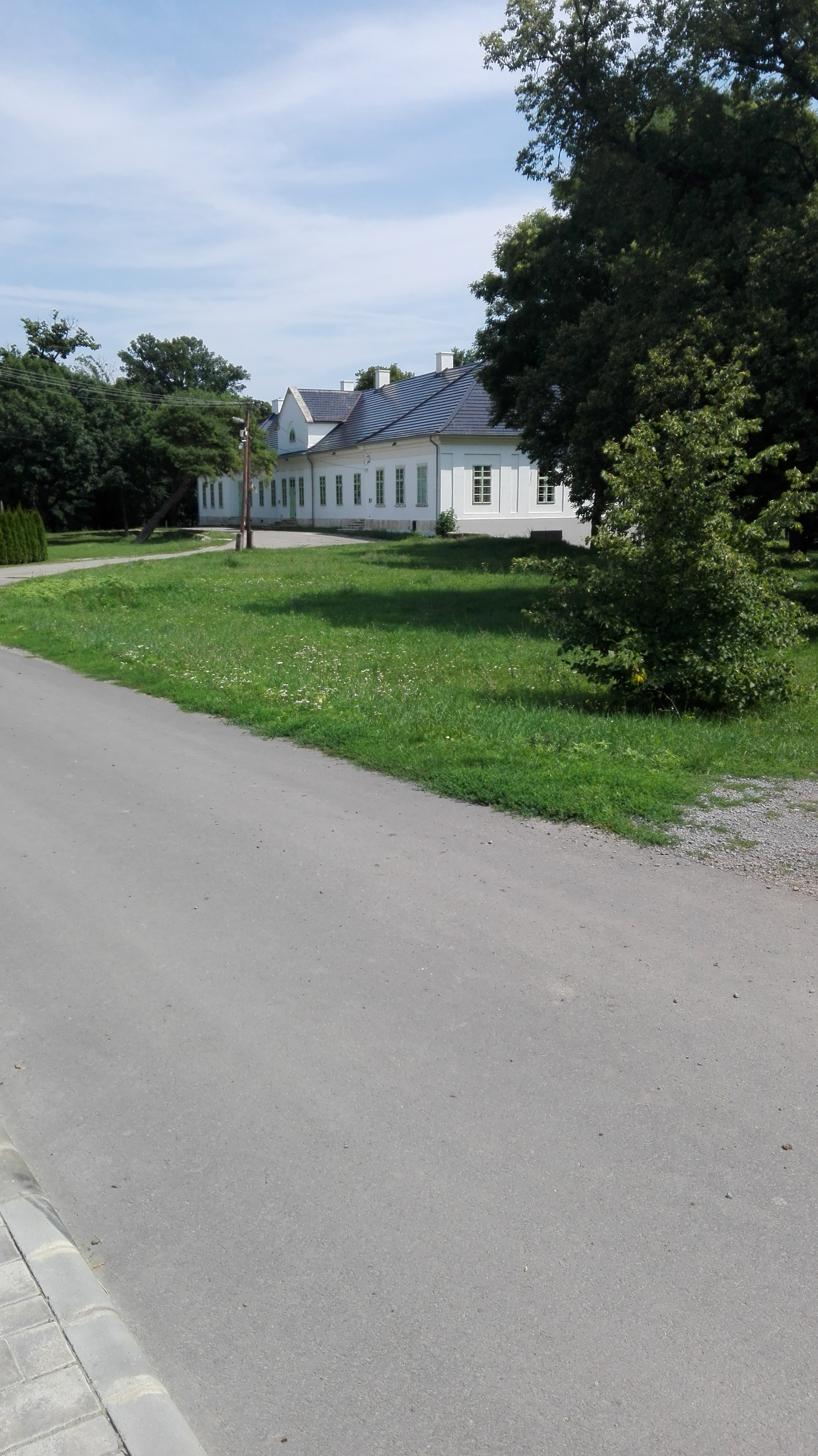
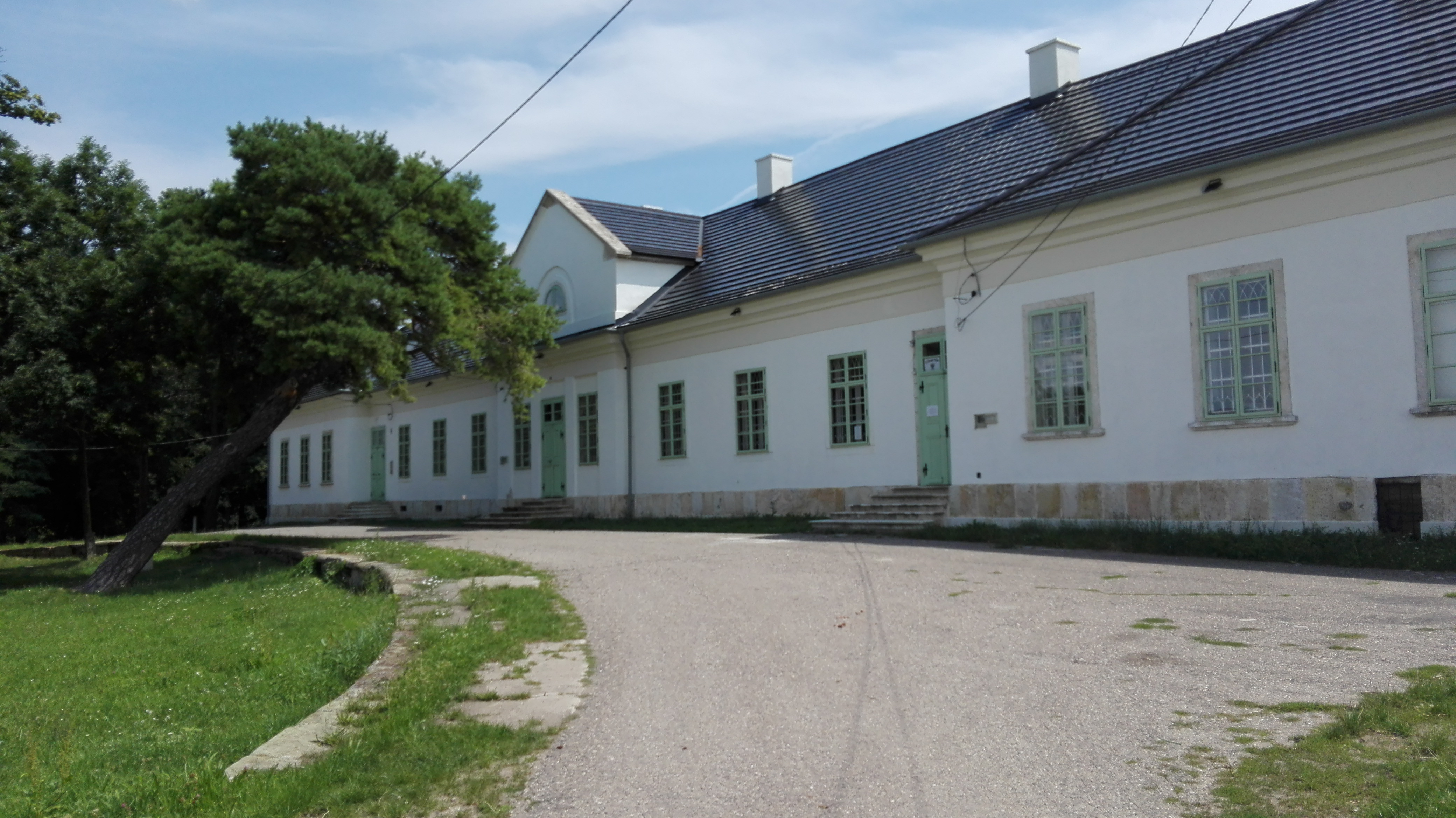
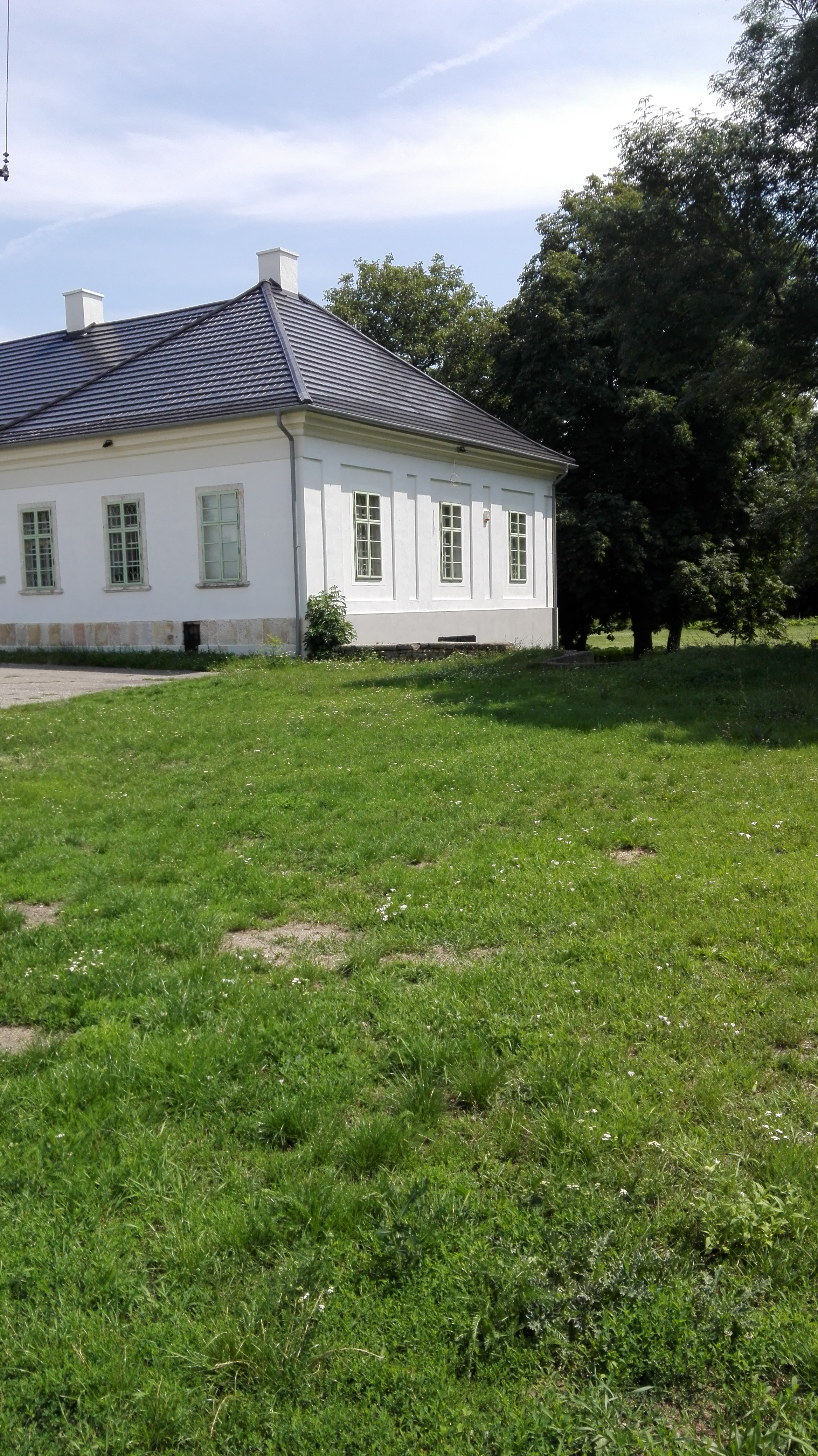
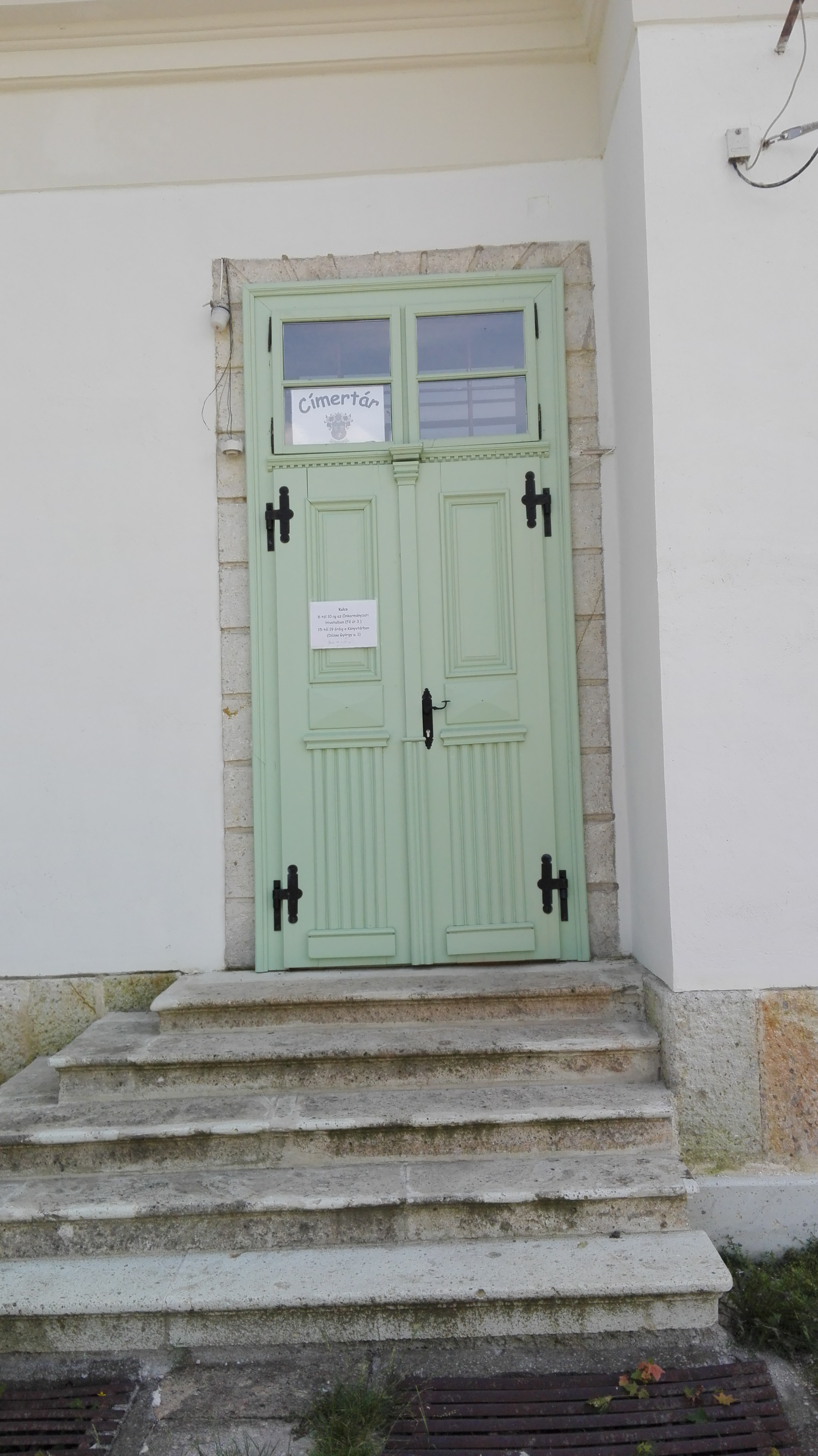
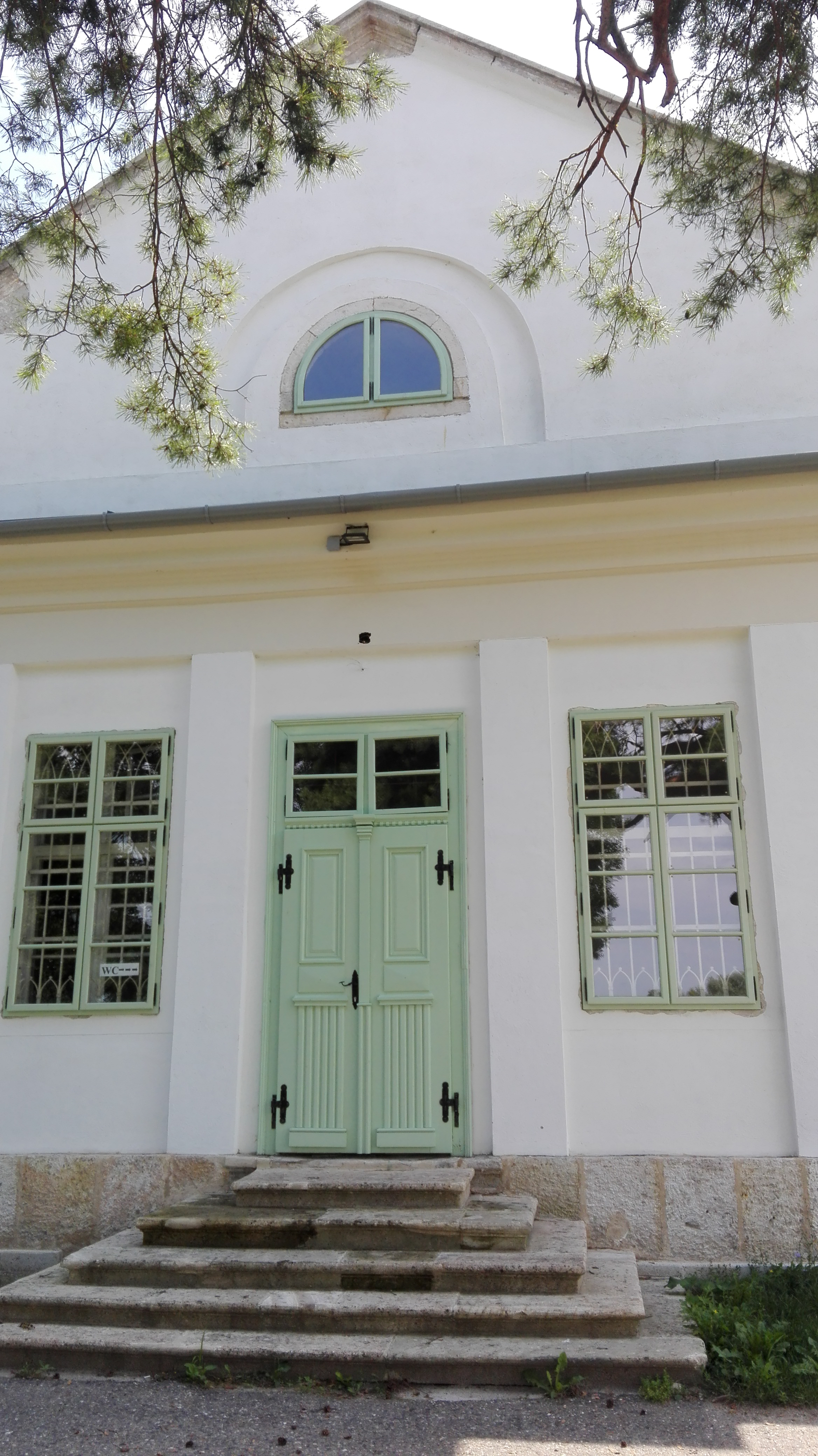
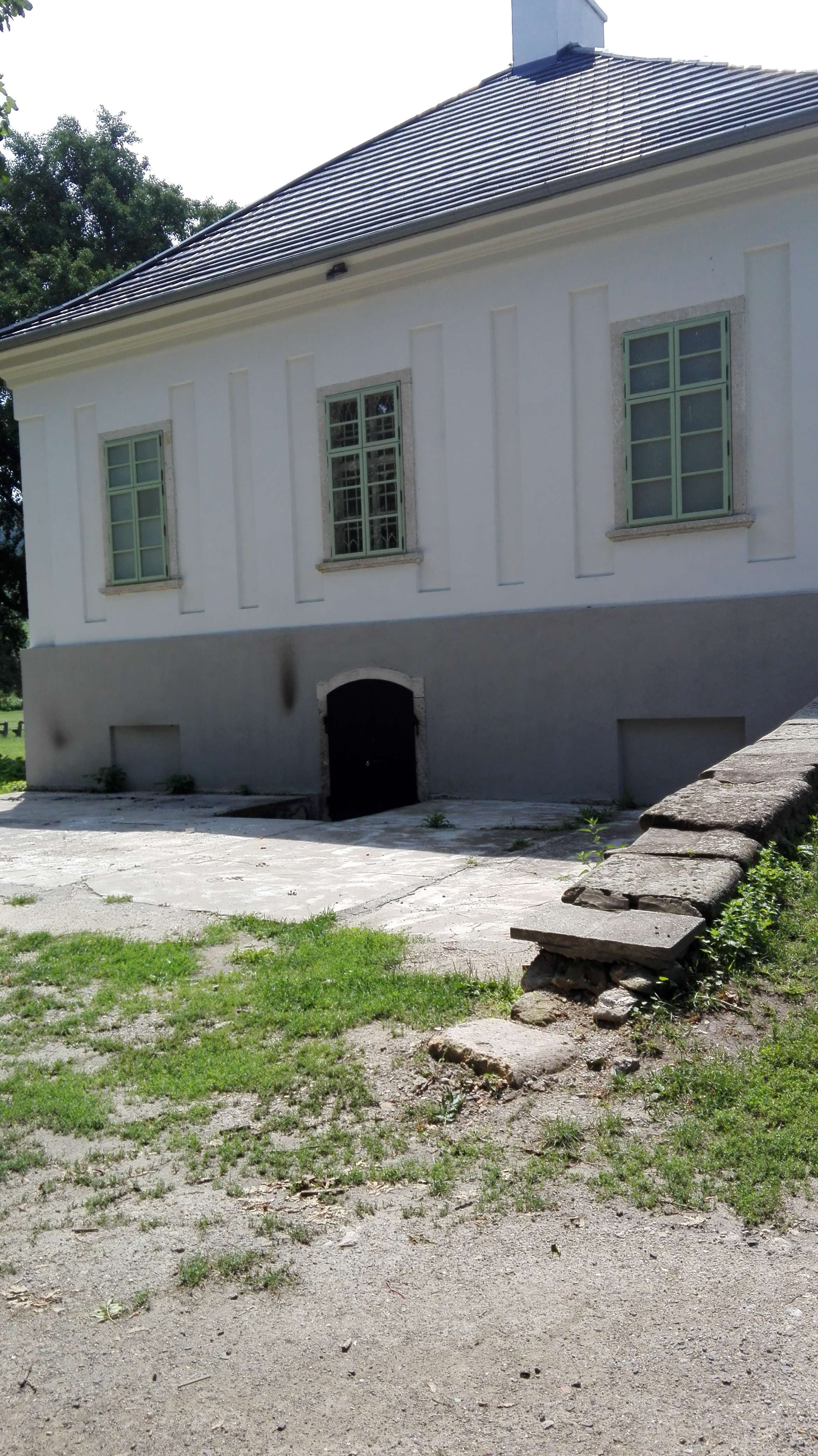
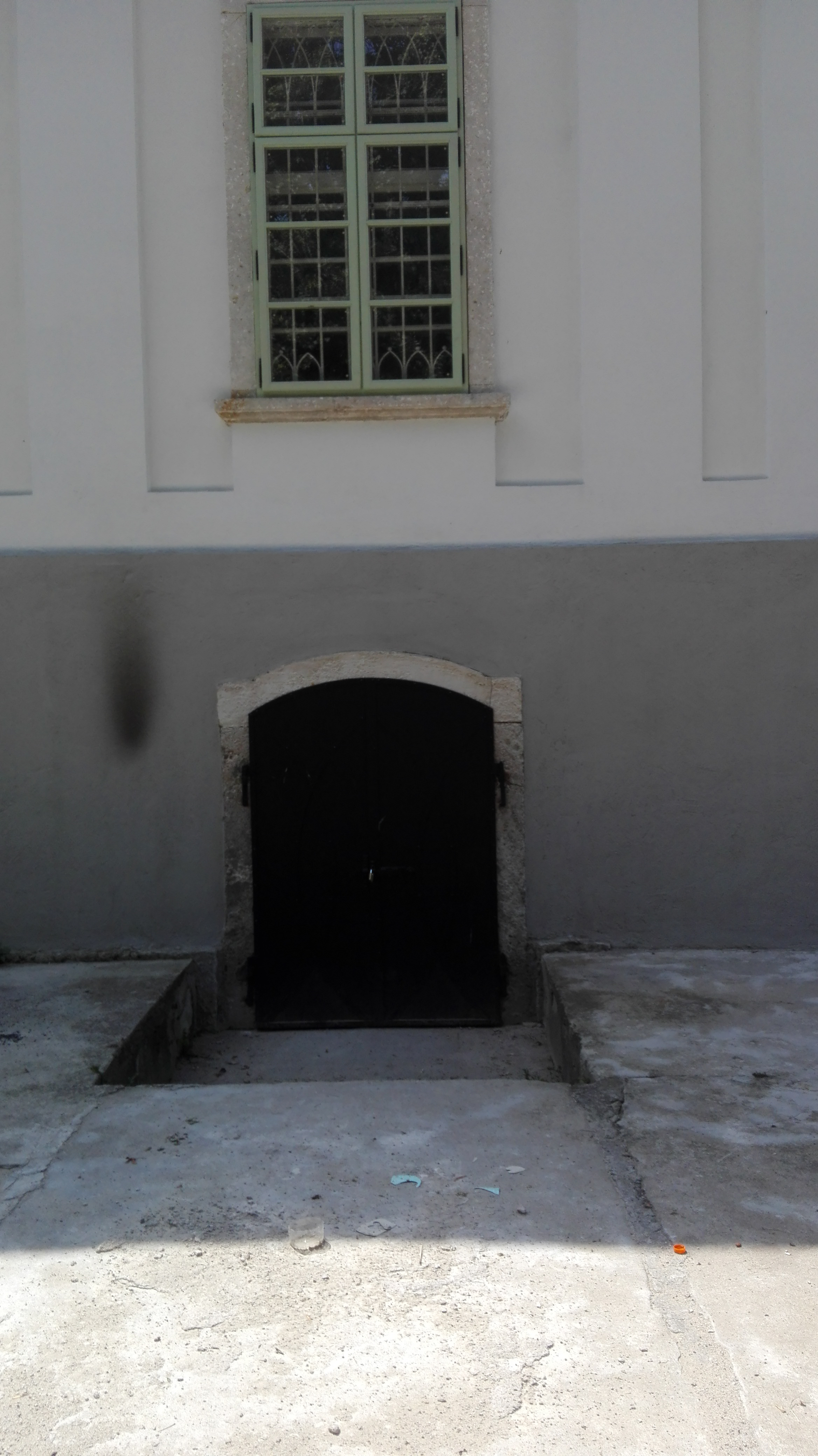
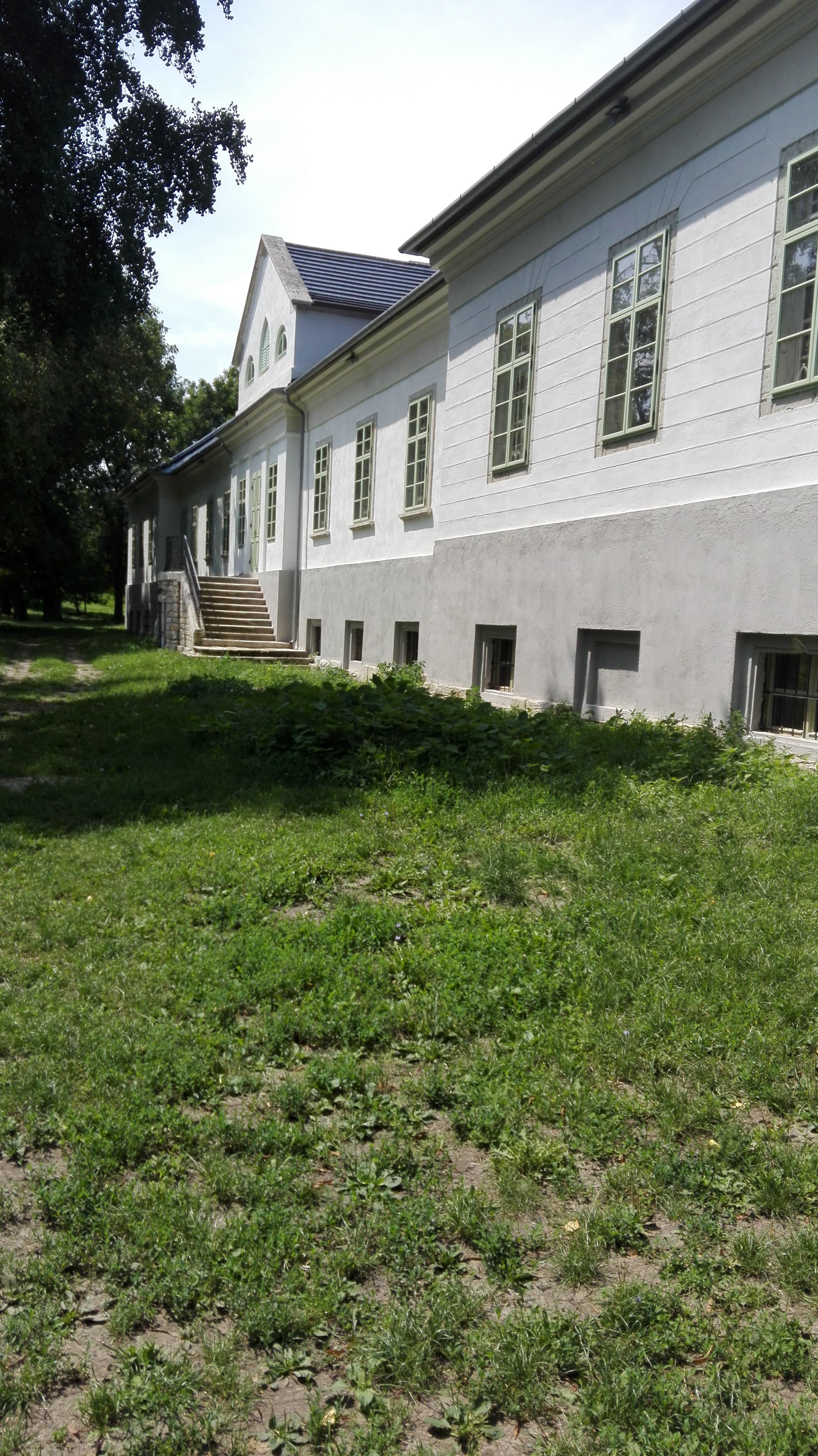
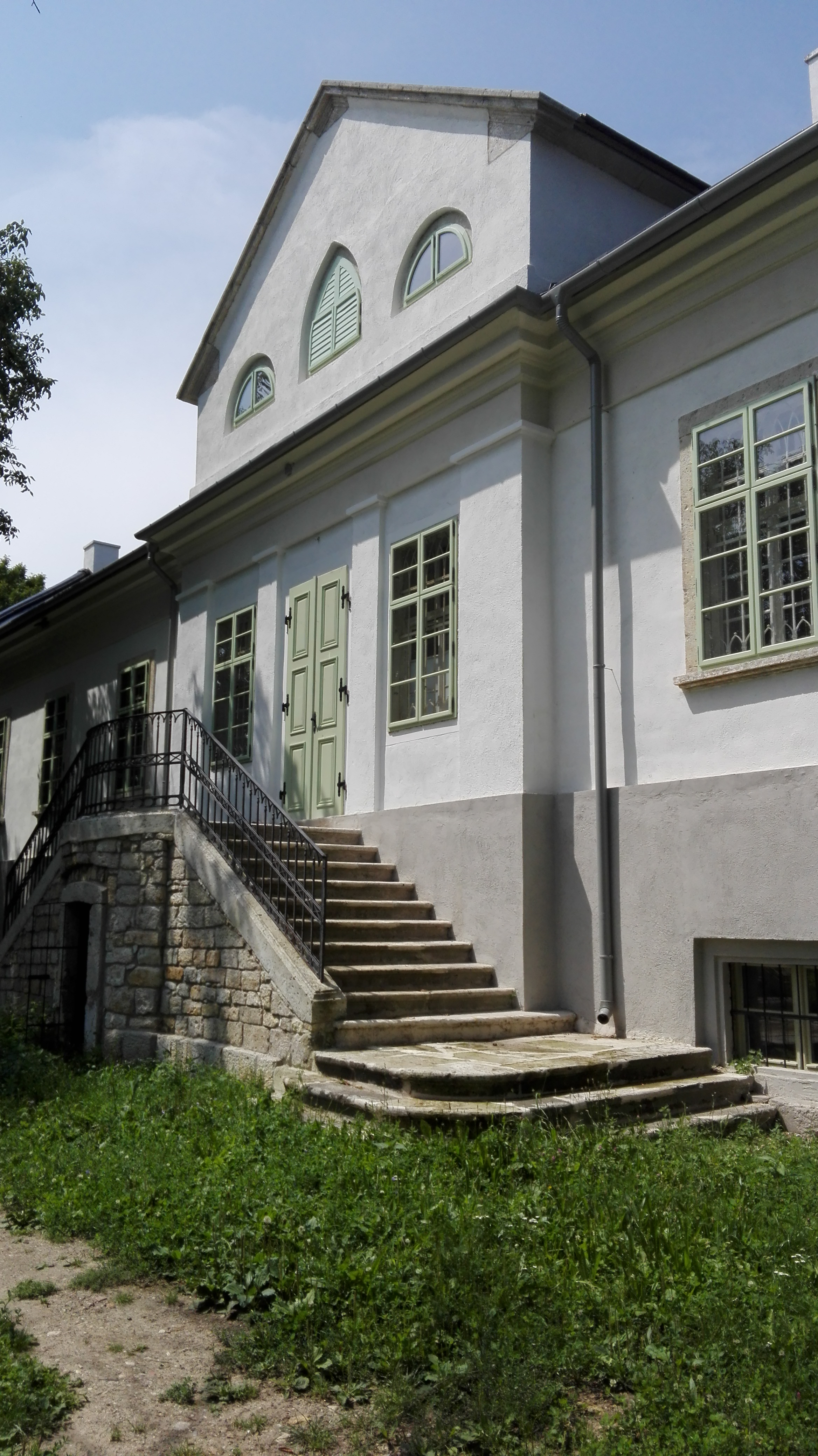
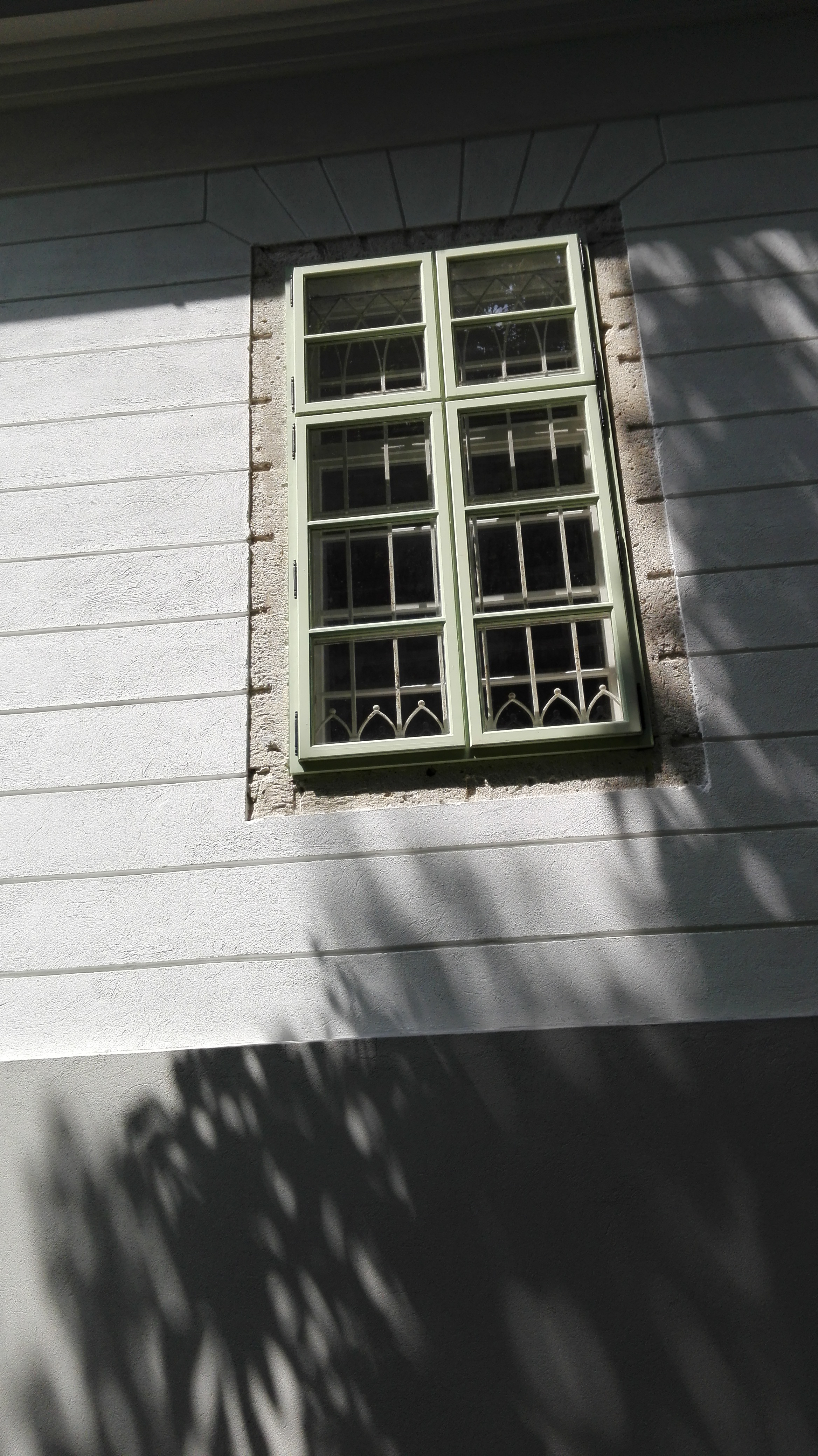

## További információ
- A régi Vay-kastély műemléki környezete, Golop (muemlekem.hu, állapotjelentések: 2008-2012)